# Mademoiselle Porte-bonheur
Mademoiselle Porte-bonheur (Lucky Me) est un film américain réalisé par Jack Donohue et sorti en 1954. C'est le premier film musical réalisé en CinemaScope,.

## Synopsis
Candy Williams est membre d'une troupe de vaudeville en difficulté qui se retrouve bloquée à Miami sans argent. Après que le chef de la troupe ait tenté d'arnaquer un restaurant pour le dîner, ils sont obligés de travailler à l'hôtel pour payer le repas. Tout en nettoyant un couloir, Flo Neely entend Dick Carson chanter des chansons qui sont prévues pour son nouveau spectacle de Broadway.

## Fiche technique
- Titre original : Lucky Me
- Réalisation : Jack Donohue

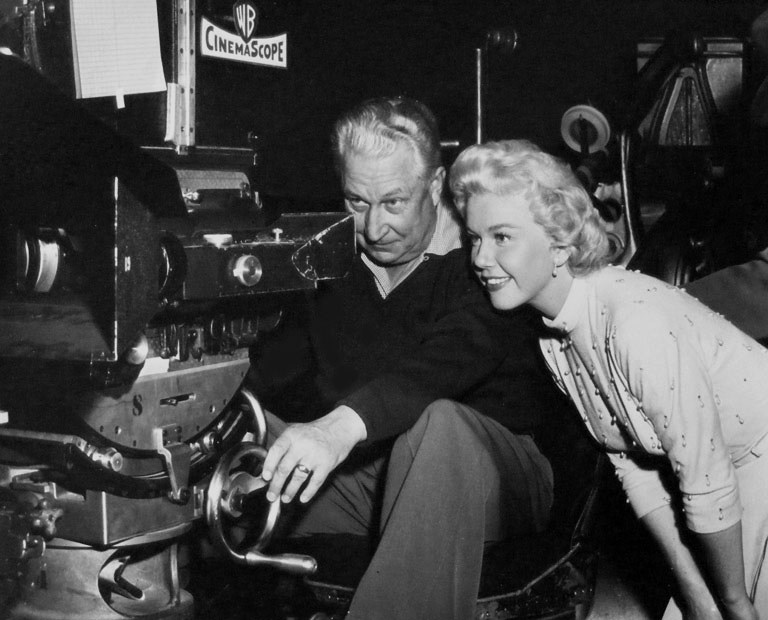
L'actrice Doris Day avec le directeur de la photographie Wilfred M. Cline.

- Scénario : Irving Elinson, Robert O'Brien, James O'Hanlon d'après une histoire de James O'Hanlon
- Production : Henry Blanke
- Photographie : Wilfred M. Cline
- Format : CinemaScope
- Montage : Owen Marks
- Musique : Sammy Fain, paroles de Paul Francis Webster
- Production : Warner Bros.
- Durée : 100 minutes
- Dates de sortie :
  - 9 avril 1954 : USA
  - 28 juillet 1954 : France

## Distribution
- Doris Day : Candy Williams
- Robert Cummings : Dick Carson
- Phil Silvers : Hap Schneider
- Eddie Foy, Jr. : Duke McGee
- Nancy Walker : Flo Neely
- Martha Hyer : Lorraine Thayer
- Bill Goodwin : Otis Thayer
- Marcel Dalio : Anton
- Hayden Rorke : Tommy Arthur
- James Burke : Mahoney
- Dolores Dorn (non créditée) : membre de la troupe